# Vitreolina philippii
Vitreolina philippii är en snäckart som först beskrevs av Rayneval och Ponzi 1854.  Vitreolina philippii ingår i släktet Vitreolina, och familjen Eulimidae. Arten är reproducerande i Sverige.